# Jing Yali
En aquest nom xinès, el cognom és Jing.
Jing Yali (en xinès: 荆雅礼, en pinyin: Jīng Yālǐ, 25 de maig de 1989) és una ciclista xinesa, especialista en el ciclisme en pista. Ha participat en els Jocs Olímpics de Rio de Janeiro, on fou setena en la prova de persecució per equips del programa de ciclisme. Als Jocs Asiàtics de 2014 guanyà una medalla d'or en la prova de persecució per equips formant equip amb Huang Dongyan, Zhao Baofang i Jiang Wenwen.

## Palmarès en pista
- 2014
  - Medalla d'or als Jocs Asiàtics en Persecució per equips (amb Huang Dongyan, Zhao Baofang i Jiang Wenwen)
  - Campiona d'Àsia en Persecució
  - Campiona d'Àsia en Persecució per equips (amb Huang Dongyan, Zhao Baofang i Jiang Wenwen)
- 2015
  - Campiona d'Àsia en Persecució per equips (amb Huang Dongyan, Zhao Baofang i Jiang Wenwen)
- 2017
  -  Campiona de la Xina en persecució per equips (amb Huang Dongyan, Ma Menglu i Wang Hong)